# 潭門趕海節
趕海節（海南話拼音方案：gua3 hhai3 dad7/ze6，全稱：潭門趕海節，前稱：南海傳統文化節），源於海南島瓊海潭門鎮漁民獨特的趕海精神和當地的南海捕撈文化。潭門當地漁民根據潮汐現象而集體出海撿拾海鮮的活動，稱為「趕海」，從明代開始形成當地的漁鄉特色民俗活動。為促進海南旅遊業的發展，提升潭門鎮整體人氣ㄧ以潭門趕海民俗文化為依託，休閒漁業文化節慶活動ㄧ潭門趕海節應運而生自從2010年起舉辦，每年8月的趕海節都會吸引數十萬名遊客前來。同時，趕海節亦帶動了潭門鎮的餐飲業、零售業，促進了潭門旅遊經濟的消費，推動「潭門趕海」品牌化、市場化、產業化，逐漸成為該鎮最具影響力的節慶。

## 源於
趕海是南海傳統特色文化的代表之一，潭門的「趕海」風俗源於潭門特有的漁民和當地的南海捕魚文化，當地民俗自古以來就有捕魚祭海，祈求保佑百姓、船只安全和來年豐收。「108兄弟公」在一次生產作業的航程中，因颱風而遇難。為了紀念他們，村民們會到廟裏祈求出海平安，並準備魚、肉、香、飯糰等祭祀活動，這些祭祀活動稱為「祭兄弟公出海儀式」，從明代就開始傳承。
潭門灣是潭門人的生活聚集地，擁有近8公里長的優質海岸線和獨特的潮汐形態。在潮漲潮落時，會顯現出海底的珊瑚礁，由於其地勢平坦，且水深2公里，面積近20平方公里，面積寬廣，人們可以直接走在原來海水泛濫的地方，行進到大海深處。同時隱藏在海面下的魚、蝦、貝等豐富的海產品，一併曝光，人們可以隨意撿拾。

## 風俗

### 祭兄弟公出海儀式
瓊海漁民出海前，要舉行「祭兄弟公出海儀式」、祭祀108兄弟。自明代開始傳承，每到出海的時候，村裏人都會準備好魚、肉、香、飯糰等祭祀用品，到廟裏來祈求出海平安。

### 鯉魚燈鬧春
「舞鯉魚燈」是以鯉魚作為吉祥幸福的象徵，歷史可追溯到明代，通過舞鯉魚燈抒發情感，反映了漁民的思想、感情、願望和理想。

## 活動
節日期間，遊客可以觀看漁民祭海，如熱鬧的「舞鯉魚燈」和出海前的祈福、吹螺號等。
新浪微博話題「#潭門趕海節#」閱讀量曾達246萬，趕海節等主題活動的專題視像直播吸引流量達487萬人次，網絡推送次數高達633次。

## 獎項
| 年份 | 獎項                                                  | 主辦單位                 | 是否得獎 | 備註   |
| ---- | ----------------------------------------------------- | ------------------------ | -------- | ------ |
| 2016 | IAI金足跡國際旅遊營銷獎-暨第16屆IAI國際廣告獎雙料獎項 | IAI國際廣告獎            | 獲獎     | [ 37 ] |
| 2018 | 首屆「中國農民豐收節」100個鄉村文化活動               | 中華人民共和國農業農村部 | 入选     | [ 38 ] |
| 2019 | 博鰲國際旅遊獎年度節慶活動榜                          | 中國傳媒大學廣告學院     | 獲獎     | [ 39 ] |

## 外部連結
- 《品味海南》外景主持人帶你參加潭門趕海節 熱熱鬧鬧去趕海（简体中文）－海南衞視
- 【有多遠走多遠EP20】房車旅行之博鰲趕海 （页面存档备份，存于）（简体中文）－海南衞視
- 三沙：一起去趕海 享受大海的饋贈 （页面存档备份，存于）（简体中文）－三沙衞視
- 趕海 吃「通」 唱響哩哩美 （页面存档备份，存于）（简体中文）－海南衞視